# Soy la puerta
Soy la puerta es un relato corto de Stephen King, publicado por primera vez en el número de marzo de 1971 de la revista Cavalier, y más tarde publicado y recopilado en la colección El umbral de la noche de 1978.

## Argumento
La historia relata el relato de un exastronauta discapacitado sobre el aterrador cambio que sufre después de haber sido expuesto a un mutágeno extraterrestre, durante una misión espacial a Venus (similar a la cancelada Venus Flyby tripulada, pero usando un cohete "Saturno 16"). Arthur, el narrador, comienza la historia con las manos vendadas y se duele de una picazón terrible tanto después de la misión como en la actualidad. El cambio toma la forma de numerosos globos oculares pequeños que estallan en sus dedos. Estos globos oculares actúan como el "portal" para una especie alienígena, permitiéndoles ver nuestro mundo. Perciben a los humanos como monstruosas criaturas, que temen y odian intensamente.
Pronto, la presencia alienígena no solo puede ver a través de esta puerta, sino que también puede controlar el cuerpo destrozado de Arthur, usándolo para cometer terribles asesinatos. En un intento desesperado por mantener su humanidad, Arthur mete las manos en queroseno y las prende fuego, solo para descubrir que una vez que la puerta se ha abierto, no puede cerrarse tan fácilmente. Se las arregla para hacer desaparecer la presencia alienígena durante casi siete años. Pero después de que vuelven a aparecer los ojos en el pecho de Arthur, él revela que planea suicidarse con una escopeta para evitar que los alienígenas cometan más atrocidades.

## Adaptaciones
En 2009, el director checo Robin Kašpařík obtuvo los derechos de King para adaptar su cuento a un cortometraje sin fines de lucro en 2017. El título, Jsem brána ( I Am the Doorway ), fue filmada con la tecnología fulldome y se rodó en un punto de vista en primera persona con el personaje principal interpretado por el mimo Radim Vizváry.
En 2015, el director británico Matthew J. Rowney produjo el cuento a través de la campaña de Dollar Baby. La adaptación actualmente tiene la mayoría de los premios internacionales asociados a una película de Dollar Baby. La película está protagonizada por Greg Patmore y Oli Reynolds en los papeles del título. A partir de 2015, la película se encontraba en postproducción.